# Nicolás Castillo
Nicolás Ignacio Castillo Mora (Renca, Santiago, 14 de febrero de 1993) es un exfutbolista chileno que se desempeña como delantero en Santiago City de la Segunda División Profesional de Chile.
Además, fue internacional absoluto con la Selección de fútbol de Chile desde 2013, con la que se consagró campeón de la Copa América en 2016.

## Trayectoria

### Universidad Católica (2011-2013)

#### Inicios
Tras un paso por las inferiores de Colo-Colo, donde se fue porque el entrenador Bernardo Bello lo quiso hacer jugar como defensa central, llega en el 2007 a la UC, ingresando a la serie Sub-14, destacando inmediatamente. Su potencia, técnica, definición y capacidad goleadora lo hicieron resaltar por sobre la media.
Su debut goleador fue en la victoria por 10 a 0 de la Universidad Católica, sobre la Selección de San Pedro de Atacama, por el partido de vuelta de la primera fase de la ronda final de la Copa Chile Bicentenario, convirtiendo el décimo y último tanto a poco del final de este encuentro. En diciembre de 2010 es premiado como el mejor jugador del año en el fútbol formativo de la Universidad Católica.
Convierte dos goles en el clásico ante Colo-Colo por la Copa Chile 2011, en la victoria 3-0 de la UC sobre los albos en el Estadio Monumental. Luego de esto, Nicolás fue devuelto a las series juveniles del club por el técnico Mario Lepe, para que pueda quemar etapas y no nublarse con el repentino y veloz éxito. Luego de un tiempo en las series menores, vuelve al primer equipo a fines de ese año para enfrentar a la Universidad de Chile por los playoffs del Torneo Clausura.

#### Debut internacional
El 9 de febrero de 2012 Castillo debutó en torneos internacionales por Universidad Católica. En partido válido por la fase de grupos de la Copa Libertadores ingresa en el segundo tiempo frente a Bolívar de La Paz en el empate 1 a 1. El 2 de marzo de este año convirtió su primer gol con la camiseta de la UC por el Campeonato Nacional de la Primera División de Chile, en un partido del Torneo Apertura contra Rangers de Talca, mediante un cabezazo luego de un gran salto. Posteriormente, le anotó a Deportes La Serena, para sellar el 3-0 de los cruzados. Luego, marcó contra Cobresal en la victoria por 5-0. Cerró su cuota goleadora en el Apertura 2012 anotándole a Universidad Chile en el Clásico Universitario disputado en San Carlos de Apoquindo, en el triunfo para la UC por 2 a 1.
En el Clausura 2012 anota dos goles ante Deportes La Serena en la IV Región, en el triunfo por 3-1 como visita de la UC, volviendo a las redes tras una larga ausencia por lesión y giras con el seleccionado juvenil de Chile. El 17 de octubre de 2012 convierte el segundo gol de la UC, en el triunfo 4-1, ante Magallanes, por la fase grupal de la Copa Chile 2012/13.
En la Copa Sudamericana 2012, ante Independiente de Avellaneda, convierte el segundo gol de Católica en el Estadio Libertadores de América. Ese tanto sería el empate 2-2 en el duelo de ida de cuartos de final. En la semifinal, la UC debe enfrentar al poderoso São Paulo de Brasil. Castillo marca el gol del empate en el partido de ida, que terminó igualado a un gol. Al término de la edición de la Copa Sudamericana, es elegido como «Mejor jugador joven de la Copa Bridgestone Sudamericana 2012».
Frente a Universidad de Concepción anota dos tantos, en el partido válido por el Torneo de Clausura, en un marcador que concluyó en empate 2-2. A lo largo del 2012, fue el jugador de Universidad Católica que más goles convirtió a lo largo del año. Anotando 4 goles por el Apertura y 4 por el Clausura; 2 goles por la Copa Sudamericana y 1 por Copa Chile.

#### Temporada irregular
Tiene un 2013 irregular debido a que es constantemente citado a la selección Sub-20 en su preparación para el mundial de Turquía. En su primer partido del semestre contra Unión La Calera ingresa en el minuto 65' y convierte en el 77' su primer gol en el Torneo de transición en la goleada 4-0. Posteriormente ingresa desde la banca en la derrota 4-2 ante Cobreloa, derrota 3-2 ante Santiago Wanderers, victoria 2-1 ante Huachipato (en el cual es expulsado), derrota 3-1 ante Unión Española ingresando en el minuto 65' y anotando el solitario descuento en el 71', lo que le valió ser considerado como titular ante Ñublense duelo en el cual anota nuevamente en el triunfo 3-1.
En el clásico ante Colo Colo ingresa en el minuto 62' y es expulsado por doble amarilla en el 94', duelo que igualmente gana Católica por 1-0. Tras cumplir la fecha de sanción es titular en la victoria 2-0 ante Everton, victoria 2-1 ante Audax Italiano, victoria 3-0 ante Universidad de Chile y triunfo 2-1 ante San Marcos de Arica, duelos en los cuales no pudo anotar. En la Copa Chile 2012-13 disputa 2 partidos el primero ante Cobreloa en semifinales, ingresando como titular y anotando un gol en la victoria 3-1 en el Estadio San Carlos de Apoquindo y en la final ante Universidad de Chile, en el cual entra desde la banca en el minuto 73' y no pudo gravitar mayormente en el resultado 2-1 favorable al elenco laico.

### Brujas (2014)

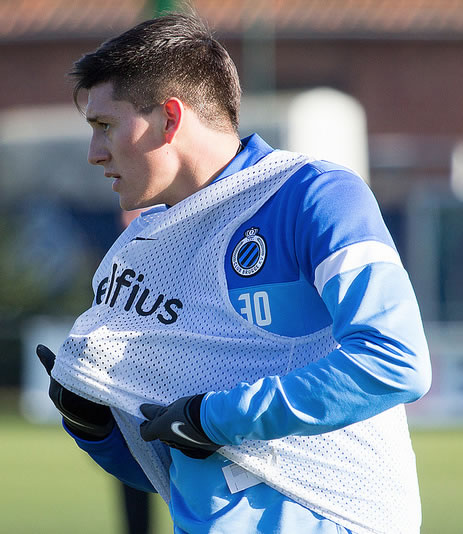
Castillo en el Club Brujas en 2014.

Es fichado por el Club Brujas para la temporada 2013-14. Su debut por el club belga fue el 9 de febrero de 2014 ante el KRC Genk, donde además marcó su primer gol, en el triunfo por 3-1.
Su debut en torneos internacionales europeos fue el 31 de agosto de 2014 por la tercera ronda previa de la UEFA Europa League 2014-15 ante el Brøndby IF, donde también marcó el segundo gol de su club en el triunfo por 3-0 del Club Brujas.

### Maguncia 05 (2015)
El 26 de febrero de 2015 el Club Brujas oficializa el préstamo de Castillo por 6 meses al Maguncia 05. Su debut por el conjunto alemán se produjo en el empate 1-1 del Maguncia 05 ante el Hannover 96 el 3 de febrero de 2015 ingresando al minuto 64 en reemplazo de Sami Allagui. En febrero de 2015 Castillo se rompió los ligamentos de la rodilla derecha en un entrenamiento con el Maguncia 05, perdiéndose todo lo que restaba de temporada.

### Frosinone (2015)
Para la temporada 2015-16 es nuevamente mandado a préstamo por el Club Brujas, pero esta vez al Frosinone Calcio. Su debut por el conjunto italiano fue el 23 de septiembre de 2015, haciéndolo de titular en la igualdad 1-1 ante la Juventus.

### Segunda etapa en Universidad Católica (2016)
A principios de 2016 se confirma su regreso a Universidad Católica por 6 meses, siendo titular indiscutible del plantel. Logra ser campeón del Torneo Clausura 2016, además de haber sido goleador del campeonato con 11 tantos.
Para la segunda parte del año, tras una serie de especulaciones y de intensas negociaciones con el club dueño de su pase, Club Brujas, se renueva su préstamo con el conjunto universitario. El elenco cruzado repetiría el título del campeonato nacional logrando el primer bicampeonato de la institución cruzada, Castillo nuevamente lograría ser goleador del torneo esta vez con 13 goles. Además ganaría la Supercopa chilena, en la que también aportó con un gol.

### Pumas de la UNAM (2017-2018)
En enero de 2017, es oficializado como nueva incorporación del club Pumas de la UNAM de la Primera División de México para disputar el Torneo Clausura, convirtiéndose en uno de los goleadores de la Liga MX y referente ofensivo del equipo.

### SL Benfica (2018-2019)
Tras sus buenas actuaciones en Pumas UNAM, club donde marcó 26 goles en 45 partidos disputados, el delantero fue traspasado al SL Benfica de la Primeira Liga de Portugal, en una cifra cercana a los ocho millones de dólares.

### Club América (2019-2021)
Luego de una irregular campaña en Portugal, donde, en seis meses, apenas vio acción en once partidos sumando liga, copas domésticas y UEFA Champions League, sin convertir goles y sumando escasos 269 minutos en cancha, regresó a México para fichar por el Club América de la Liga BBVA Bancomer MX.
Tras cerca de un año y medio sin jugar debido a una trombosis, Castillo fue notificado por el entrenador de las Águilas, Santiago Solari, de no estar en los planes del equipo para la próxima temporada.

### Esporte Clube Juventude (2021)
El 26 de agosto de 2021 se confirma su préstamo al Esporte Clube Juventude del Campeonato Brasileño de Serie A, al no tener una buena temporada sería notificado que su contrato con Club América sería rescindido

### Club Necaxa (2022)
Tras no ser tomado en cuenta por el club América, el primero de diciembre de 2021 acompaña al Club Necaxa estando a prueba, para finalmente el 30 de diciembre de 2021 ser anunciado como jugador del conjunto hidrocálido poco tiempo después fue liberado de su contrato al no entrar en planes del equipo.

## Selección nacional

### Selecciones menores
En enero de 2013, es convocado por el técnico Mario Salas para jugar el Sudamericano Sub-20 a jugarse en Argentina. En el debut del torneo contra los locales Argentina, Castillo marca el solitario gol del triunfo con un gran cabezazo, dándole la victoria a Chile frente a la albiceleste, jugando con 9 jugadores en la cancha contra los 11 de Argentina. Dos días después de anotarle a la albiceleste, marcaría su segundo gol de la competencia frente a Bolivia en un nuevo triunfo chileno, esta vez 2 a 0.
Luego, en el primer partido del hexagonal final, Castillo anota un gol de tiro libre ante Paraguay, aunque Chile termina perdiendo el partido por 3:1. En el siguiente partido, está vez frente a Ecuador, anota un nuevo gol a través de una muy buena definición por encima del arquero rival. En el siguiente partido frente a la selección de Colombia, recibe una tarjeta amarilla, por lo que queda sin jugar el último partido frente a Perú; sin embargo, marca el único gol del partido mediante un lanzamiento penal. Finalizó el campeonato con 5 goles, a un solo tanto del uruguayo Nicolás López, máximo goleador del torneo.
El 23 de junio de 2013 debuta en la primera fecha de la fase de grupos del Mundial Sub-20 Turquía 2013, en el duelo disputado en el Estadio de la Universidad Akdeniz de la ciudad de Antalya, frente a la selección de Egipto. Anota su primer gol en la cita mundialista, tanto que sería el empate parcial de Chile, que serviría para el triunfo final de 2-1 para La Rojita. En el segundo partido anota nuevamente un gol, pero esta vez de penal en el empate 1-1 ante la selección de Inglaterra. Luego de este partido la Selección chilena enfrentaba a Irak, duelo para el cual el técnico Mario Salas lo decide dejar en la banca junto a otros valores importantes del plantel, esto porque Chile ya estaba clasificado a la siguiente fase, y quiso evitar suspensiones y lesiones.
En su tercer partido como titular, esta vez en Octavos de final, Chile enfrenta a Croacia logrando marcar su tercer gol, luego de gran pase de Sebastián Martínez en el minuto 81', el duelo terminó con la victoria de la Roja por 2-0, gracias a la cual avanza a Cuartos de final. En esa instancia, se enfrentó contra la Selección de fútbol de Ghana, en donde su selección cayó por 4-3, en donde marcó el parcial 1-1 en el primer tiempo, su cuarto gol, el mismo que fue elegido como el segundo mejor de la cita planetaria.
En mayo de 2014, fue incluido en la nómina de 20 jugadores entregada por el director técnico Claudio Vivas para representar a Chile en el Torneo Esperanzas de Toulon de 2014, categoría sub-21, a disputarse entre el 21 de mayo y el 1 de junio. En dicho certamen, estuvo presente en tres partidos y convirtió un gol ante Portugal, siendo su selección eliminada en primera fase, tras sumar apenas dos puntos en los cuatro encuentros que disputó.

#### Participaciones en Sudamericanos
| Competencia         | Sede      | Resultado | Partidos | Goles | Media goleadora |
| ------------------- | --------- | --------- | -------- | ----- | --------------- |
| Sudamericano Sub-20 | Argentina | 4.º lugar | 7        | 5     | 0.71            |

#### Participaciones en Mundiales
| Competencia            | Sede    | Resultado        | Partidos | Goles | Media goleadora |
| ---------------------- | ------- | ---------------- | -------- | ----- | --------------- |
| Mundial Sub-20 de 2013 | Turquía | Cuartos de final | 4        | 4     | 1               |

#### Participaciones en Torneo Esperanzas de Toulon
| Competencia                         | Sede    | Resultado    | Partidos | Goles |
| ----------------------------------- | ------- | ------------ | -------- | ----- |
| Torneo Esperanzas de Toulon de 2014 | Francia | Primera fase | 3        | 1     |

### Selección absoluta
Fue nominado por primera vez a la selección adulta el 12 de junio de 2012, cuando Claudio Borghi debido a un acto de indisciplina de Gary Medel y Eduardo Vargas resiste de la nominación de estos y decide llamar en su lugar a Nicolás junto a su compañero en la Sub-20 en ese entonces Bryan Rabello.
El 27 de mayo de 2016, ante Jamaica en un amistoso previo a la Copa América Centenario, Castillo anotaría su primer gol en la selección adulta en la derrota chilena por 2-1, tras presionar una salida jamaicana.
El 31 de mayo de 2018 ante Rumanía en el Sportzentrum Graz-Weinzödl de Graz, Austria, ingresó como titular, y con el cartel de ser uno de los más experimentados de la nómina del DT Reinaldo Rueda. A pesar de aquello, se fue expulsado al minuto 29' tras un codazo sobre un jugador rumano. Chile terminaría siendo derrotado por 3-2 por el conjunto europeo. Luego, el 8 de junio del mismo año, el técnico Reinaldo Rueda decidió darle una nueva oportunidad a Castillo como 9 de la Roja, en el amistoso ante Polonia en Poznań. Castillo tendría otra opaca presentación, pues a pesar de ejecutar un remate de chilena en el minuto 15, tiro que fue atajado por el polaco Wojciech Szczęsny, no logró desequilibrar el marcador, y falló un tiro claro en el minuto 37. Fue reemplazado en el minuto 87 por Cristián Cuevas. En ese partido, Chile empató 2-2. Reinaldo Rueda, volvió a darle nuevamente otra oportunidad a Castillo en La Roja, nominándolo para los partidos amistosos ante Perú y México en los días 12 de octubre y 16 de octubre respectivamente.

### Copas Américas
Castillo debutó el 26 de junio de 2016 en la final ante Argentina ingresando al minuto 109 por Eduardo Vargas en el tiempo suplementario, una vez terminado el alargue Chile y Argentina empataron 0-0 y en penales Chile ganaría por 4-2, consagrándose Bicampeón de América en Estados Unidos, Castillo fue el segundo pateador en Chile y no falló anotando el 1-0 parcial. Nicolás jugó un solo partido en la Copa América Centenario, la final, jugando solo 11 minutos.

### Clasificatorias
Posteriormente y debido a la lesión de Sebastián Pinto, el técnico Jorge Sampaoli decidió convocar a Castillo para los duelos válidos por las clasificatorias a Brasil 2014 frente a Perú y Uruguay. En esa ocasión debutaría oficialmente con la selección absoluta el 22 de marzo de 2013 en la derrota por 1-0 frente al equipo peruano; esto tras reemplazar a Jean Beausejour al minuto 69.
Tras sus buenos actuaciones en Universidad Católica en el Clausura 2016 en nominado en la doble fecha de marzo de 2016 ante Argentina y Venezuela para las eliminatorias a Rusia 2018. Debutó el 29 de marzo de 2016 ante Venezuela en Barinas ingresando al 78' por Mauricio Pinilla. El 23 de marzo de 2017, Chile enfrentaba a Argentina y Castillo ingreso al 55' reemplazando a José Pedro Fuenzalida. El partido terminaría con victoria para la albiceleste por 1-0. Castillo fue el único jugador chileno que remató al arco rival, siendo su tiro atajado por el portero argentino Sergio Romero. Luego, tras un centro de Jean Beausejour, fallaría un intento claro de gol.
Luego, Castillo jugaría de titular el 31 de agosto ante Paraguay de local, en la derrota de Chile por 0-3. Castillo no tuvo una buena presentación y fue reemplazado en el minuto 57 por Jorge Valdivia, aunque su posición fue utilizada por Esteban Paredes, quien reemplazó en el mismo minuto a Marcelo Díaz. En total, participó en seis partidos en las Clasificatorias Rusia 2018, sumando un total 212 minutos en cancha.

#### Participaciones en Clasificatorias a Copas del Mundo
| Eliminatorias             | País   | Resultado   | Posición | Partidos | Goles |
| ------------------------- | ------ | ----------- | -------- | -------- | ----- |
| Eliminatorias Brasil 2014 | Brasil | Clasificado | 3.º      | 1        | 0     |
| Eliminatorias Rusia 2018  | Rusia  | Eliminado   | 6.º      | 6        | 0     |

#### Participaciones en Copas América
| Torneo                  | Sede           | Resultado    | Partidos | Goles |
| ----------------------- | -------------- | ------------ | -------- | ----- |
| Copa América Centenario | Estados Unidos | Campeón      | 1        | 0     |
| Copa América 2019       | Brasil         | Cuarto lugar | 3        | 0     |

### Partidos internacionales
Actualizado hasta el 6 de julio de 2019.
| Partidos internacionales | Partidos internacionales | Partidos internacionales                                  | Partidos internacionales | Partidos internacionales | Partidos internacionales | Partidos internacionales | Partidos internacionales      |
| N.º                      | Fecha                    | Estadio                                                   | Local                    | Resultado                | Visitante                | Goles                    | Competición                   |
| ------------------------ | ------------------------ | --------------------------------------------------------- | ------------------------ | ------------------------ | ------------------------ | ------------------------ | ----------------------------- |
| 1                        | 22 de marzo de 2013      | Estadio Nacional del Perú, Lima, Perú                     | Perú                     | 1-0                      | Chile                    |                          | Clasificatorias a Brasil 2014 |
| 2                        | 29 de marzo de 2016      | Estadio Agustín Tovar, Barinas, Venezuela                 | Venezuela                | 1-4                      | Chile                    |                          | Clasificatorias a Rusia 2018  |
| 3                        | 27 de mayo de 2016       | Estadio Sausalito, Viña del Mar, Chile                    | Chile                    | 1-2                      | Jamaica                  |                          | Amistoso                      |
| 4                        | 1 de junio de 2016       | Estadio Qualcomm, San Diego, Estados Unidos               | México                   | 1-0                      | Chile                    |                          | Amistoso                      |
| 5                        | 26 de junio de 2016      | MetLife Stadium, East Rutherford, Estados Unidos          | Argentina                | 0-0 2-4p                 | Chile                    |                          | Copa América Centenario       |
| 6                        | 6 de octubre de 2016     | Estadio Olímpico Atahualpa, Quito, Ecuador                | Ecuador                  | 3-0                      | Chile                    |                          | Clasificatorias a Rusia 2018  |
| 7                        | 11 de octubre de 2016    | Estadio Nacional Julio Martínez Prádanos, Santiago, Chile | Chile                    | 2-1                      | Perú                     |                          | Clasificatorias a Rusia 2018  |
| 8                        | 15 de noviembre de 2016  | Estadio Nacional Julio Martínez Prádanos, Santiago, Chile | Chile                    | 3-1                      | Uruguay                  |                          | Clasificatorias a Rusia 2018  |
| 9                        | 23 de marzo de 2017      | Estadio Antonio Vespucio Liberti, Buenos Aires, Argentina | Argentina                | 1-0                      | Chile                    |                          | Clasificatorias a Rusia 2018  |
| 10                       | 31 de agosto de 2017     | Estadio Monumental, Santiago, Chile                       | Chile                    | 0-3                      | Paraguay                 |                          | Clasificatorias a Rusia 2018  |
| 11                       | 24 de marzo de 2018      | Friends Arena, Estocolmo, Suecia                          | Suecia                   | 1-2                      | Chile                    |                          | Amistoso                      |
| 12                       | 27 de marzo de 2018      | Aalborg Portland Park, Aalborg, Dinamarca                 | Dinamarca                | 0-0                      | Chile                    |                          | Amistoso                      |
| 13                       | 31 de mayo de 2018       | Sportzentrum Graz-Weinzödl, Graz, Austria                 | Rumania                  | 3-2                      | Chile                    |                          | Amistoso                      |
| 14                       | 8 de junio de 2018       | INEA Stadion, Poznań, Polonia                             | Polonia                  | 2-2                      | Chile                    |                          | Amistoso                      |
| 15                       | 12 de octubre de 2018    | Hard Rock Stadium, Miami, Estados Unidos                  | Perú                     | 3-0                      | Chile                    |                          | Amistoso                      |
| 16                       | 16 de octubre de 2018    | Estadio La Corregidora, Querétaro, México                 | México                   | 0-1                      | Chile                    |                          | Amistoso                      |
| 17                       | 16 de noviembre de 2018  | Estadio El Teniente, Rancagua, Chile                      | Chile                    | 2-3                      | Costa Rica               |                          | Amistoso                      |
| 18                       | 20 de noviembre de 2018  | Estadio Germán Becker, Temuco, Chile                      | Chile                    | 4-1                      | Honduras                 |                          | Amistoso                      |
| 19                       | 22 de marzo de 2019      | SDCCU Stadium, San Diego, Estados Unidos                  | México                   | 3-1                      | Chile                    |                          | Amistoso                      |
| 20                       | 26 de marzo de 2019      | BBVA Compass Stadium, Houston, Estados Unidos             | Estados Unidos           | 1-1                      | Chile                    |                          | Amistoso                      |
| 21                       | 6 de junio de 2019       | Estadio La Portada, La Serena, Chile                      | Chile                    | 2-1                      | Haití                    |                          | Amistoso                      |
| 22                       | 24 de junio de 2019      | Estadio Maracaná, Río de Janeiro, Brasil                  | Chile                    | 0-1                      | Uruguay                  |                          | Copa América 2019             |
| 23                       | 3 de julio de 2019       | Arena do Grêmio, Porto Alegre, Brasil                     | Chile                    | 0-3                      | Perú                     |                          | Copa América 2019             |
| 24                       | 6 de julio de 2019       | Arena Corinthians, São Paulo, Brasil                      | Argentina                | 2-1                      | Chile                    |                          | Copa América 2019             |
| Total                    | Total                    | Total                                                     | Presencias               | 24                       | Goles                    | 4                        |                               |

| Selección chilena | Selección chilena | Selección chilena |
| Año               | Partidos          | Goles             |
| ----------------- | ----------------- | ----------------- |
| 2013              | 1                 | 0                 |
| 2016              | 7                 | 1                 |
| 2017              | 2                 | 0                 |
| 2018              | 8                 | 2                 |
| 2019              | 6                 | 1                 |
| Total             | 24                | 4                 |

## Estadísticas

### Clubes
| Club                         | Div.          | Temporada     | Liga  | Liga  | Liga   | Copas nacionales | Copas nacionales | Copas nacionales | Torneos internacionales | Torneos internacionales | Torneos internacionales | Total | Total | Total  |
| Club                         | Div.          | Temporada     | Part. | Goles | Asist. | Part.            | Goles            | Asist.           | Part.                   | Goles                   | Asist.                  | Part. | Goles | Asist. |
| ---------------------------- | ------------- | ------------- | ----- | ----- | ------ | ---------------- | ---------------- | ---------------- | ----------------------- | ----------------------- | ----------------------- | ----- | ----- | ------ |
| Universidad Católica · Chile | 1.ª           | 2010          | —     | —     | —      | 2                | 1                | 0                | —                       | —                       | —                       | 2     | 1     | 0      |
| Universidad Católica · Chile | 1.ª           | 2011          | 3     | 0     | 0      | 5                | 2                | 0                | —                       | —                       | —                       | 8     | 2     | 0      |
| Universidad Católica · Chile | 1.ª           | 2012          | 21    | 8     | 0      | 3                | 2                | 0                | 8                       | 2                       | 0                       | 32    | 12    | 0      |
| Universidad Católica · Chile | 1.ª           | 2013          | 11    | 3     | 2      | —                | —                | —                | —                       | —                       | —                       | 11    | 3     | 2      |
| Universidad Católica · Chile | 1.ª           | 2013-14       | 17    | 6     | 2      | 4                | 2                | 0                | 6                       | 3                       | 0                       | 27    | 11    | 2      |
| Brujas · Bélgica             | 1.ª           | 2014          | 12    | 2     | 0      | —                | —                | —                | —                       | —                       | —                       | 12    | 2     | 0      |
| Brujas · Bélgica             | 1.ª           | 2014-15       | 18    | 8     | 1      | 3                | 1                | 0                | 6                       | 2                       | 1                       | 27    | 11    | 2      |
| Brujas · Bélgica             | Total club    | Total club    | 30    | 10    | 1      | 3                | 1                | 0                | 6                       | 2                       | 1                       | 39    | 13    | 2      |
| Maguncia 05 · Alemania       | 1.ª           | 2015          | 1     | 0     | 0      | —                | —                | —                | —                       | —                       | —                       | 1     | 0     | 0      |
| Maguncia 05 · Alemania       | Total club    | Total club    | 1     | 0     | 0      | 0                | 0                | 0                | 0                       | 0                       | 0                       | 1     | 0     | 0      |
| Frosinone Calcio · Italia    | 1.ª           | 2015          | 6     | 0     | 0      | —                | —                | —                | —                       | —                       | —                       | 6     | 0     | 0      |
| Frosinone Calcio · Italia    | Total club    | Total club    | 6     | 0     | 0      | 0                | 0                | 0                | 0                       | 0                       | 0                       | 6     | 0     | 0      |
| Universidad Católica · Chile | 1.ª           | 2015-16       | 11    | 11    | 3      | —                | —                | —                | —                       | —                       | —                       | 11    | 11    | 3      |
| Universidad Católica · Chile | 1.ª           | 2016-17       | 12    | 13    | 8      | 7                | 5                | 1                | 1                       | 0                       | 0                       | 20    | 18    | 9      |
| Pumas UNAM · México          | 1.ª           | 2017          | 11    | 8     | 2      | —                | —                | —                | 2                       | 0                       | 1                       | 13    | 8     | 3      |
| Pumas UNAM · México          | 1.ª           | 2017-18       | 28    | 17    | 3      | 4                | 1                | 2                | —                       | —                       | —                       | 32    | 18    | 5      |
| Pumas UNAM · México          | Total club    | Total club    | 39    | 25    | 5      | 4                | 1                | 2                | 2                       | 0                       | 1                       | 45    | 26    | 8      |
| SL Benfica Portugal          | 1.ª           | 2018-19       | 4     | 0     | 0      | 4                | 0                | 0                | 3                       | 0                       | 1                       | 11    | 0     | 1      |
| SL Benfica Portugal          | Total club    | Total club    | 4     | 0     | 0      | 4                | 0                | 0                | 3                       | 0                       | 1                       | 11    | 0     | 1      |
| América · México             | 1.ª           | 2019          | 14    | 5     | 2      | 1                | 0                | 0                | —                       | —                       | —                       | 15    | 5     | 2      |
| América · México             | 1.ª           | 2019-20       | 10    | 4     | 2      | 1                | 0                | 0                | 1                       | 0                       | 0                       | 12    | 4     | 2      |
| América · México             | Total club    | Total club    | 24    | 9     | 4      | 2                | 0                | 0                | 1                       | 0                       | 0                       | 27    | 9     | 4      |
| Juventude · Brasil           | 1.ª           | 2021          | 2     | 0     | 0      | —                | —                | —                | —                       | —                       | —                       | 2     | 0     | 0      |
| Juventude · Brasil           | Total club    | Total club    | 2     | 0     | 0      | 0                | 0                | 0                | 0                       | 0                       | 0                       | 2     | 0     | 0      |
| Club Necaxa · México         | 1.ª           | 2022          | 2     | 0     | 0      | —                | —                | —                | —                       | —                       | —                       | 2     | 0     | 0      |
| Club Necaxa · México         | Total club    | Total club    | 2     | 0     | 0      | 0                | 0                | 0                | 0                       | 0                       | 0                       | 2     | 0     | 0      |
| Universidad Católica · Chile | 1.ª           | 2024          | 12    | 2     | 0      | 0                | 0                | 0                | 0                       | 0                       | 0                       | 12    | 2     | 0      |
| Universidad Católica · Chile | Total club    | Total club    | 87    | 43    | 15     | 21               | 12               | 1                | 15                      | 5                       | 0                       | 123   | 60    | 16     |
| Total carrera                | Total carrera | Total carrera | 195   | 87    | 25     | 34               | 14               | 3                | 27                      | 7                       | 3                       | 256   | 108   | 31     |
| 1. 2. 3.                     |               |               |       |       |        |                  |                  |                  |                         |                         |                         |       |       |        |

### Selecciones
| Selección      | Temporada     | Amistosos | Amistosos | Amistosos | Sudamérica | Sudamérica | Sudamérica | Mundial | Mundial | Mundial | Total | Total | Total  |
| Selección      | Temporada     | Part.     | Goles     | Asist.    | Part.      | Goles      | Asist.     | Part.   | Goles   | Asist.  | Part. | Goles | Asist. |
| -------------- | ------------- | --------- | --------- | --------- | ---------- | ---------- | ---------- | ------- | ------- | ------- | ----- | ----- | ------ |
| Sub-20 · Chile | 2012          | 24        | 11        | 7         | —          | —          | —          | —       | —       | —       | 24    | 11    | 7      |
| Sub-20 · Chile | 2013          | 4         | 5         | 3         | 7          | 5          | 0          | 4       | 4       | 0       | 15    | 14    | 3      |
| Sub-20 · Chile | Total         | 28        | 16        | 10        | 7          | 5          | 0          | 4       | 4       | 0       | 39    | 25    | 10     |
| Sub-21 · Chile | 2014          | 3         | 1         | 0         | —          | —          | —          | —       | —       | —       | 3     | 1     | 0      |
| Sub-21 · Chile | Total         | 3         | 1         | 0         | 0          | 0          | 0          | 0       | 0       | 0       | 3     | 1     | 0      |
| Adulta · Chile | 2013          | —         | —         | —         | 1          | 0          | 0          | —       | —       | —       | 1     | 0     | 0      |
| Adulta · Chile | 2014          | —         | —         | —         | —          | —          | —          | —       | —       | —       | 0     | 0     | 0      |
| Adulta · Chile | 2015          | —         | —         | —         | —          | —          | —          | —       | —       | —       | 0     | 0     | 0      |
| Adulta · Chile | 2016          | 2         | 1         | 0         | 5          | 0          | 0          | —       | —       | —       | 7     | 1     | 0      |
| Adulta · Chile | 2017          | —         | —         | —         | 2          | 0          | 0          | —       | —       | —       | 2     | 0     | 0      |
| Adulta · Chile | 2018          | 8         | 2         | 0         | —          | —          | —          | —       | —       | —       | 8     | 2     | 0      |
| Adulta · Chile | 2019          | 3         | 1         | 0         | 3          | 0          | 0          | —       | —       | —       | 7     | 1     | 0      |
| Adulta · Chile | Total         | 13        | 4         | 0         | 11         | 0          | 0          | 0       | 0       | 0       | 24    | 4     | 0      |
| Total carrera  | Total carrera | 44        | 21        | 10        | 18         | 5          | 0          | 4       | 4       | 0       | 66    | 30    | 10     |
| 1.             |               |           |           |           |            |            |            |         |         |         |       |       |        |

### Resumen estadístico
| Competición           | Partidos | Goles | Asistencias |
| --------------------- | -------- | ----- | ----------- |
| Primera división      | 194      | 87    | 25          |
| Copas nacionales      | 34       | 14    | 4           |
| Copas internacionales | 26       | 7     | 3           |
| Selección adulta      | 24       | 4     | 0           |
| Selección sub-21      | 3        | 1     | 0           |
| Selección Sub-20      | 39       | 25    | 10          |
| Total                 | 320      | 138   | 42          |

### Tripletes
| Partidos en los que anotó tres o más goles | Partidos en los que anotó tres o más goles | Partidos en los que anotó tres o más goles | Partidos en los que anotó tres o más goles | Partidos en los que anotó tres o más goles | Partidos en los que anotó tres o más goles | Partidos en los que anotó tres o más goles |
| N.º                                        | Fecha                                      | Estadio                                    | Partido                                    | Goles                                      | Resultado                                  | Competición                                |
| ------------------------------------------ | ------------------------------------------ | ------------------------------------------ | ------------------------------------------ | ------------------------------------------ | ------------------------------------------ | ------------------------------------------ |
| 1                                          | 9 de noviembre de 2014                     | Jan Breydel, Brujas                        | Brujas - KVC Westerlo                      |                                            | 5 - 0                                      | Pro League 2014-15                         |
| 2                                          | 31 de enero de 2016                        | San Carlos de Apoquindo, Santiago          | Universidad Católica - Santiago Wanderers  |                                            | 4 - 2                                      | Clausura 2016                              |
| 3                                          | 4 de diciembre de 2016                     | Tierra de Campeones, Iquique               | Deportes Iquique - Universidad Católica    |                                            | 2 - 6                                      | Apertura 2016                              |
| 4                                          | 15 de abril de 2018                        | Olímpico Universitario, Ciudad de México   | Pumas UNAM - Puebla FC                     |                                            | 4 - 2                                      | Clausura 2018                              |

## Palmarés

### Campeonatos nacionales
| Título               | Equipo                    | País     | Año    |
| -------------------- | ------------------------- | -------- | ------ |
| Copa Chile           | C.D. Universidad Católica | Chile    | 2011   |
| Copa de Bélgica      | Club Brujas               | Bélgica  | 2015   |
| Primera División     | C.D. Universidad Católica | Chile    | 2016-C |
| Supercopa de Chile   | C.D. Universidad Católica | Chile    | 2016   |
| Primera División     | C.D. Universidad Católica | Chile    | 2016-A |
| Primeira Liga        | Benfica                   | Portugal | 2019   |
| Copa México          | América                   | México   | 2019   |
| Campeón de Campeones | América                   | México   | 2019   |

### Campeonatos internacionales
| Título       | Equipo             | Sede           | Año  |
| ------------ | ------------------ | -------------- | ---- |
| Copa América | Selección de Chile | Estados Unidos | 2016 |

### Distinciones individuales
| Título | Año    |
| --- | ------ |
| El Mejor de los Mejores en Fútbol Formativo UC.                                                                   | 2010   |
| Goleador del Torneo Internacional UC Sub-17.                                                                      | 2011   |
| Mejor Jugador Joven de la Copa Sudamericana.                                                                      | 2012   |
| Equipo ideal del Campeonato Sudamericano Sub-20.                                                                  | 2013   |
| Jugador del partido Copa Mundial de Fútbol Sub-20 de 2013: Chile vs Inglaterra, Chile vs Croacia, Chile vs Ghana. | 2013   |
| Goleador de la Primera División de Chile.                                                                         | 2016-C |
| Declarado Hijo ilustre de Renca                                                                                   | 2016   |
| Goleador de la Primera División de Chile.                                                                         | 2016-A |